# Полтавська вулиця (Херсон)
Полта́вська — вулиця, в Корабельному районі Херсона. З'єднує вулиці Вільхову та Івана Богуна. Почала забудовуватися в другій половині XIX століття, тоді й отримала назву «Полтавська».
Остаточно сформувалася в 1950-ті роки.
Під час земляних робіт в колишньому Казенному саду було знайдено бронзові наконечники скіфських стріл, що свідчить про перебування людини в цьому районі за стародавніх часів.